# Mesabolivar embapua
Mesabolivar embapua är en spindelart som beskrevs av Machado, Brescovit och Francisco 2007. Mesabolivar embapua ingår i släktet Mesabolivar och familjen dallerspindlar. Inga underarter finns listade i Catalogue of Life.